# Angélique Debargues
Angélique Debargues, Angélique Duparc (zm. po 1724) – francuska tancerka, primabalerina, metresa króla polskiego i elektora Saksonii Augusta II Mocnego.

## Życiorys
Angélique była żoną baletmistrza Charlesa Debarguesa, pochodzącego ze znanej francuskiej rodziny teatralnej. Początkowo pracowała jako tancerka w Operze w Brukseli. W listopadzie 1708 do Brukseli przybył król Polski i elektor Saksonii August II Mocny, który podróżował pod imieniem grafa de Torgau. Władca przekonał Debargues, aby przyjechała do Drezna i dopiero tam według La Saxe Galante Karla Ludwiga von Pöllnitza ujawnił balerinie swoją prawdziwą tożsamość. Angélique Debargues przybyła do stolicy Saksonii wraz z mężem w 1709, a 24 czerwca tegoż roku król oficjalnie przyjął obydwoje do swej służby. Uposażenie Angélique i jej męża wynosiło 1200 talarów rocznie, zaś z czasem wzrosło do dwóch tysięcy.
W Dreźnie Angélique została królewską metresą, a według jednej z plotek władca podarował jej teatralny kostium zdobiony diamentami. 30 kwietnia 1714 z nieznanych bliżej powodów August II zwolnił Angélique i jej męża ze służby na swoim dworze, lecz już 1 lipca 1715 ponownie stanowili oni skład królewskiej grupy tanecznej. W 1720 Angélique i Charles przybyli do Warszawy, gdzie brali udział w serii przedstawień francuskich. W tym czasie państwo Debargues najprawdopodobniej zamieszkiwali Zamek Królewski. Pod koniec roku musieli jednak wracać do Drezna, gdzie w karnawale 1721 występowali w pastorale Mirtil. W październiku 1721 w Dreźnie zmarł mąż Angélique. Po owdowieniu Debargues otrzymywała tysiąc talarów rocznej pensji. W 1724 po raz ostatni wystąpiła na dworze drezdeńskim. Z małżeństwa Angélique z Charlesem Debarguesem pochodził prawdopodobnie syn Caspar, inspektor garderoby teatralnej w teatrze drezdeńskim w latach 1732–1744.
Angélique Debargues opisywana była jako jedna z najwybitniejszych tancerek z królewskiego zespołu. Pisarz Johanna Michaela von Loena opisywał ją jako „niezrównaną w szybkości i zręczności obrotów”. Portret primabaleriny autorstwa Ádáma Mányokiego znajduje się w zbiorach Pałacu Na Wyspie w warszawskich Łazienkach Królewskich. Inny wizerunek tancerki zamieszczono w angielskiej wersji La Saxe Galante Karla Ludwiga von Pöllnitza z 1929.